# 漯河食品工程职业大学
漯河食品工程职业大学，原名漯河食品职业学院，是一所位于河南漯河市的普通高等职业院校，民办非营利性，本科办学层次，主要为河南省尤其漯河市培养食品工业方面的技能型人才。该校始于1985年成立的漯河市机械制造技工学校，2000年改制为漯河市食品工业学校，2009年升格为高职院校，改名为漯河食品职业学院，2024年升格为本科办学，并改为现名。 。
该校为全日制民办高等职业学校，非营利性法人性质，举办者河南省勇耀教育投资有限公司。开设三年制大专及二年制大专两种学制，主要专业有：农产品加工与质量检测、食品智能加工技术、食品检验、烹饪工艺等食品类专业，还有酒店管理、机械装备、计算机、学前教育等非食品类专业。升本后，有食品工程技术、食品质量与安全、机械设计制造及自动化、电子商务、计算机应用工程等5个职业本科专业。

## 教学科研机构
- 食品与生物工程学院
- 食品质量与安全学院
- 智能制造学院
- 营养烹饪学院
- 信息工程学院
- 经济管理学院
- 马克思主义学院
- 基础教学部
- 公共艺术教育中心